# Peter Schoissengeier
Peter Schoissengeier (* 10. Oktober 1979 in Zwettl an der Rodl) ist ein ehemaliger österreichischer Triathlet.

## Werdegang
Schoissengeier wuchs in Oberösterreich auf und nach seiner Ausbildung in Linz übersiedelte er nach Dornbirn in Vorarlberg und lebt in Schwarzach.

### Triathlon-Staatsmeister Kurzdistanz 2004
2004 wurde er auf der Wiener Donauinsel Österreichischer Staatsmeister über die Triathlon-Kurzdistanz (1,5 km Schwimmen, 40 km Radfahren und 10 km Laufen).

2005 wurde er Vorarlberger Landesmeister im Halbmarathon. Peter Schoissengeier startete für das Vorarlberger MP-Team und in der 2. Deutschen Bundesliga für den ALZ Sigmaringen.
Er wurde trainiert vom ehemaligen Schweizer Triathlon-Profi Olivier Bernhard (* 1968) sowie vom deutschen Schwimmtrainer  Michael Jeschke.

### Ironman Hawaii 2008
Im April 2008 startete er in Südafrika erstmals auf der Ironman-Distanz (3,86 km Schwimmen, 180,2 km Radfahren und 42,195 km Laufen) und belegte beim Ironman South Africa den dritten Rang. Damit konnte er sich für einen Startplatz beim Ironman Hawaii qualifizieren (Ironman World Championships) und belegte im Oktober den 64. Rang.
Im April 2009 wurde er beim Rheintal Duathlon Vorarlberger Landesmeister im Duathlon.
Im August 2010 erklärte Peter Schoissengeier seine aktive Zeit für beendet.

## Sportliche Erfolge
| Datum/Jahr    | Rang | Wettbewerb                                         | Austragungsort | Zeit       | Bemerkung |
| ------------- | ---- | -------------------------------------------------- | -------------- | ---------- | --- |
| 22. Aug. 2010 | 3    | Jannersee Triathlon                                | Lauterach      | 00:44:00   | letzter Start bei der Landesmeisterschaft Vorarlberg auf der Sprintdistanz (403 m Schwimmen, 15,75 km Radfahren und 4 km Laufen) |
| 12. Juni 2010 | 13   | Vienna City Triathlon                              | Wien           | 02:01:02   | auf der olympischen Distanz (1,5 km Schwimmen, 40 km Radfahren und 10 km Laufen)                                                 |
| 6. Juni 2010  | 1    | Luschnouar Ironmännli                              | Lustenau       | 00:52:49   | Sieg auf der Sprintdistanz (0,5 km Schwimmen, 20 km Radfahren und 5 km Laufen)                                                   |
| 30. Mai 2010  | 10   | Ironman 70.3 Austria                               | St. Pölten     | 04:01:54   | |
| 23. Aug. 2009 | 1    | Jannersee Triathlon                                | Lauterach      | 00:41:45   | Landesmeisterschaft Vorarlberg (403 m Schwimmen, 15,75 km Radfahren und 4,007 km Laufen)                                         |
| 2009          | 1    | Luschnouar Ironmännli                              | Lustenau       | 00:51:12   | Sprint-Triathlon in Lustenau |
| 24. Mai 2009  | 13   | Ironman 70.3 Austria                               | St. Pölten     | 04:00:44   | [ 3 ] |
| 24. Mai 2008  | 21   | Ironman 70.3 Austria                               | St. Pölten     | 04:08:27   | |
| 2007          | 1    | Triathlon in Hof                                   | Hof            |            | |
| 15. Aug. 2004 | 3    | Brigantium Triathlon                               | Bregenz        |            | am Bodensee über die olympische Distanz (1,5 km Schwimmen, 40 km Radfahren und 10 km Laufen)                                     |
| 5. Juni 2004  | 1    | ÖTRV Österreichische Triathlon-Staatsmeisterschaft | Wien           |            | Österreichischer Meister Triathlon auf der olympischen Distanz im Rahmen des Vienna City Triathlon                               |
| 26. Juli 2003 | 16   | Alpen-Triathlon                                    | Schliersee     | 02:07:14   | hinter dem Sieger Hektor Llanos (1,5 km Schwimmen, 40 km Radfahren und 10 km Laufen)                                             |
| 27. Aug. 2000 | 10   | ÖTRV Österreichische Triathlon-Staatsmeisterschaft | Blindenmarkt   | 02:05:36.7 | im Rahmen des Ausee Triathlon |

| Datum/Jahr    | Rang | Wettbewerb           | Austragungsort | Zeit     | Bemerkung                           |
| ------------- | ---- | -------------------- | -------------- | -------- | ----------------------------------- |
| 4. Juli 2010  | 44   | Ironman Austria      | Klagenfurt     | 09:11:06 |                                     |
| 7. Nov. 2009  | 6    | Ironman Florida      | Panama City    | 08:37:03 | als bester deutschsprachiger Athlet |
| 5. Juli 2009  | 101  | Ironman Austria      | Klagenfurt     | 09:34:21 |                                     |
| 11. Okt. 2008 | 64   | Ironman Hawaii       | Hawaii         |          | [ 6 ]                               |
| 13. Juli 2008 | 8    | Ironman Austria      | Osterreich     |          |                                     |
| 13. Apr. 2008 | 3    | Ironman South Africa | Port Elizabeth | 08:33:24 | mit persönlicher Ironman-Bestzeit   |

| Datum/Jahr    | Rang | Wettbewerb        | Austragungsort | Zeit     | Bemerkung                              |
| ------------- | ---- | ----------------- | -------------- | -------- | -------------------------------------- |
| 26. Apr. 2009 | 6    | Rheintal Duathlon | Marbach        | 00:51:41 | Vorarlberger Landesmeister im Duathlon |

| Datum/Jahr   | Rang | Wettbewerb                        | Austragungsort | Distanz      | Zeit       | Bemerkung |
| ------------ | ---- | --------------------------------- | -------------- | ------------ | ---------- | --------- |
| 3. Okt. 2010 | 15   | Marathon der 3 Länder am Bodensee | Bregenz        | Marathon     | 02:54:38   |           |
| 2005         | 1    | Landesmeisterschaft Vorarlberg    | Osterreich     | Halbmarathon |            |           |
| 6. Okt. 2002 | 1    | Marathon der 3 Länder am Bodensee | Bregenz        | Halbmarathon | 01:11:27,3 |           |

(DNF – Did Not Finish)